# Virtus Basket Padova
La Virtus Basket Padova S.S.D. a R.L., nota brevemente come Virtus Padova o Padova, è una società di pallacanestro della città di Padova. 
Ha militato in Serie A2 nella stagione 1993-94 con il nome di Pulitalia Vicenza.
Fino alla stagione 2022-2023 milita in Serie B con il nome (per motivi di sponsorizzazione) di Antenore Energia Padova.
In seguito alla riforma dei campionati e alla vittoria nel turno spareggio contro la Falconstar Monfalcone (stagione 2022-2023) ottiene l'accesso al Campionato di Serie B Nazionale LNP nella stagione 2023-2024.

## Storia

Derby tra Petrarca (rossi) e Virtus Padova (neri) in Serie B1 nel 1992.

Fu fondata nel 1945, i colori sociali, il nero e il verde, sono quelli che caratterizzano tutt'oggi. Negli anni ottanta ottenne diversi risultati positivi, arrivando a disputare la Serie B d'Eccellenza. Nella stagione 1990-91, con la sponsorizzazione Viero, arrivò al terz'ultimo posto, ma riuscì ad evitare la retrocessione grazie a un ripescaggio.
Nel frattempo, sempre nel 1991 un'altra squadra padovana, la Pallacanestro Petrarca Padova, riuscì a centrare la promozione in Serie B d'Eccellenza, così nella stagione 1991-92 ci fu il derby cestistico a Padova.
Nel 1992, poiché due squadre padovane erano troppe, la Virtus, sponsorizzata Fracasso, decise di trasferirsi a Vicenza. Nel 1992-93 per la squadra vicentina arriva la promozione in Serie A2, da cui però è retrocessa durante la stagione seguente. A questo punto il sodalizio con Vicenza terminò, così la Virtus ripartì dalle serie minori venete.
Nella stagione 2008-09 la Virtus Padova, sponsorizzata Broetto costruzioni, ha giocato in Serie C Dilettanti, raggiungendo il quarto posto nei playoff di accesso alla categoria superiore. Per la stagione 2009-10 la società ha confermato come allenatore Maurizio Benetollo.
Nella stagione 2009-10 la Virtus Padova si è classificata settima dopo una stagione con alti e bassi. Ai play-off si è scontrata con il Ladurner Marghera al primo turno e è stata eliminata dopo un'intensa serie al meglio delle tre gare e per la stagione 2010-11 il presidente ha riconfermato come allenatore Maurizio Benetollo.
Nella stagione 2011-12 la Broetto viene spostata nel girone D che corrisponde alla zona emiliana non incontrando poche difficoltà a causa della differenza di potenziale tra i due gironi. La Virtus non fa un grande stagione con molti alti e bassi, sfiorando molte imprese con le leader di classifica ma mancando partite alla portata. La Virtus arriva a fine campionato giocandosi la dodicesima posizione, utile per non giocare i playoff, e riesce ad avere la meglio su Barone Montealto Forlì e Basket Padova 1931, neo squadra fondata dalla retrocessione della Gattamelata, che saranno costrette a i playout.
Dopo sei stagioni consecutive in Serie C, il 24 maggio 2015, la Virtus, dopo essere arrivata terza nel girone C della stagione regolare, vince il girone A della seconda fase del campionato, ottenendo la promozione in Serie B dopo 25 anni.
Nella stagione sportiva seguente 2015/2016 la Broetto Virtus Padova incontra grandi difficoltà per tutta la prima metà del campionato. Costretta nella zona retrocessione dai risultati, a Gennaio viene aggiunto alla rosa di coach Massimo Friso il playmaker Stevan Stojkov. Girone di ritorno stellare dove la Virtus non solo guadagna la salvezza, ma raggiunge anche l'ultimo posto utile per giocare i playoff. Viene eliminata al primo turno dalla GSA Udine, squadra che poi conquisterà la promozione in serie A.
Dopo tre stagioni nell'anonimato nella stagione 2018/2019 la società del Duomo decide di dare una svolta. 
La guida tecnica della prima squadra viene affidata a Daniele Rubini, coach esperto del settore giovanile NeroVerde che dopo 4 anni impegnato con i giovani Virtussini accetta l'incarico. Viene rivoluzionato il roster con l'inserimento di giocatori esperti e protagonisti nella categoria superiore ai quali vengono affiancati giovani del settore giovanile Padovano.
Dalla stagione 2021-2022, sempre partecipando al campionato di Serie B, la guida della panchina passa a Riccardo De Nicolao che guida la squadra al sesto posto nella Regular Season 2022-2023 e alla conquista dell'accesso nel Campionato di Serie B Nazionale 2023-2024 al termine della vittoria dei Play-In contro la Falconstar Monfalcone nella stagione 2022-2023.

## Roster 2024-2025
|    | Naz.                | Ruolo | Sportivo           | Anno |  |  |  |
| -- | ------------------- | ----- | ------------------ | ---- |  |  |  |
| 0  | Italia (bandiera)   | P     | Federico Fasolo    | 2008 |  |  |  |
| 1  | Italia (bandiera)   | G     | Alessandro Cavana  | 2006 |  |  |  |
| 2  | Italia (bandiera)   | G     | Isacco Marchet     | 2006 |  |  |  |
| 3  | Italia (bandiera)   | A     | Leonardo Biancotto | 2002 |  |  |  |
| 8  | Italia (bandiera)   | A     | Francesco Padovani | 2005 |  |  |  |
| 10 | Italia (bandiera)   | G     | Giovanni Camara    | 2005 |  |  |  |
| 11 | Italia (bandiera)   | C     | Marco Borsetto     | 2001 |  |  |  |
| 13 | Norvegia (bandiera) | P     | Reidar Greve       | 2002 |  |  |  |
| 14 | Italia (bandiera)   | A     | Andrea Casella     | 1990 |  |  |  |
| 16 | Italia (bandiera)   | C     | Marco Lusvarghi    | 1997 |  |  |  |
| 18 | Italia (bandiera)   | A     | Corrado Bianconi   | 1994 |  |  |  |
| 19 | Italia (bandiera)   | P     | Aaron Guevarra     | 2006 |  |  |  |
| 20 | Italia (bandiera)   | C     | Tommaso Pilone     | 2007 |  |  |  |
| 23 | Italia (bandiera)   | A     | Luca Pulejo        | 2005 |  |  |  |
| 23 | Italia (bandiera)   | A     | Gersi Zefi         | 2008 |  |  |  |

### Staff tecnico
- Allenatore: Riccardo De Nicolao
- Viceallenatore:  Mario Visentin

## Sede e impianti di gioco
La Virtus Padova dopo anni nella storica sede in Via dei Tadi, all'ombra del Duomo, oggi ha sede, sempre a Padova, in via Chiesanuova.
Le partite della prima squadra si sono svolte fino al 2015 al Palazzetto di Rubano. Dal 5 settembre dello stesso anno le partite si svolgono al Palasport San Lazzaro di Padova.
Nella stagione 2022-2023, le partite casalinghe di Serie B, ritornano a disputarsi nel Palazzetto dello sport di Rubano.
Dalla stagione 2023-2024 in seguito alla riforma dei campionati, con il salto di categoria in Serie B Nazionale, le partite casalinghe vengono disputate al Palaberta, impianto nel Comune di Montegrotto Terme.

## Giocatori

### Maglie ritirate
- Leonardo Busca, 7[8]
- Federico Schiavon, 5